# Vermikulit
Vermikulit (Webb, 1814), chemický vzorec (Mg,Fe,Al)3(Al,Si)4O10(OH)2·4(H2O), je jednoklonný minerál.
Svou strukturou i vzhledem je podobný chloritům, či slídám; stejně jako ony tvoří tabulkovité, dokonale štěpné krystaly a lupenité agregáty. Na rozdíl od ostatních křemičitanů má však tu vlastnost, že se jeho krystaly při zahřívání roztahují a tvoří lehké, pórovité útvary červovitého typu. (Odtud pochází název, z latinského vermiculus – červíček.)

## Původ
- sekundární – produkt hydratace nebo zvětrávání biotitu nebo flogopitu, často se nachází vázaný s azbestem
- magmatický – na kontaktu mezi felsickými a mafickými nebo ultramafickými horninami, jako jsou pyroxenity a dunity

## Morfologie
Tvoří lístečky, šupinky, krystaly jsou šupinkovité, často pseudohexagonální.

## Vlastnosti
- Fyzikální vlastnosti: Tvrdost 1,5, hustota 2,3 – 2,7 g/cm³, štěpnost dokonalá podle {001}, lom nepravidelný.
- Optické vlastnosti: Barva: žlutohnědá, zelenohnědá. Lesk perleťový až mastný, průhlednost: průsvitný, vryp nazelenalý.
- Chemické vlastnosti: Složení: Mg 8,68 %, Fe 9,97 %, Al 23,01 %, Si 5,57 %, O 50,77 %, H 2,0 %. Při zahřátí zvětšuje objem, před dmuchavkou se červíkovitě kroutí.

## Podobné minerály
- biotit, flogopit

## Parageneze
- korund, apatit, serpentin, mastek; mezivrstvy v chloritu, biotitu

## Získávání
V 60. letech 20. století byl tento minerál těžen v Libby v Montaně pod obchodní značkou Zonolite. Těžba v Libby byla zastavena roce 1990 v důsledku kontaminace azbestem.
Světová produkce vermikulitu v roce 2000 překročila 500 000 tun. Hlavními producenty jsou Čína, Jihoafrická republika, Austrálie, Zimbabwe a Spojené státy americké.

## Využití
Expandovaný vermikulit je užíván jako upravovač půdy, sypaná izolace a balicí materiál, plnivo omítek a betonů. V zahradnictví je používán jako nosič chemikálií a stejně jako perlit je vhodný pro pěstování hydroponických rostlin. Expandovaný vermikulit lze použít také pro inkubaci vajec plazů.
Vermikulit se také používá (v podobě obkladu či nátěru) jako materiál pro tepelnou či protipožární izolaci.

## Naleziště
Výskyt řídký.
- Česko – ojediněle Stupná, Drahonín, Heřmanov
- Slovensko – Merník
- USA – Montana
- Rusko
- Argentina
- a další.